# Hedvika Braniborská
Hedvika Braniborská (23. února 1540, Cölln – 21. října 1602, Wolfenbüttel) byla členkou dynastie Hohenzollernů a v letech 1568 až 1589 sňatkem brunšvicko-lüneburskou vévodkyní a brunšvicko-wolfenbüttelskou kněžnou.

## Život
Hedvika se narodila v městském paláci v Kölln (součást Berlína) jako dcera kurfiřta Jáchyma II. Hektora Braniborského (1505–1571) a jeho druhé manželky Hedviky Jagellonské (1513–1573), dcery polského krále Zikmunda I. Hedvičina starší sestra Alžbět Magdaléna se v roce 1559 provdala za vévodu Františka Otu Brunšvicko-Lüneburského; ten však ještě toho roku zemřel.
O rok později, 25. února 1560, se dvacetiletá Hedvika v rodném městě na řece Sprévě provdala za o dvanáct let staršího welfského prince Julia Brunšvicko-Lüneburského (1528–1589). Pár se setkal v Kostříně u dvora markraběte Jana Braniborského, kam Julius uprchl před nevyzpytatelností svého otce, vévody Jindřicha V.
Poté, co se Julius usmířil se svým otcem, který jen neochotně souhlasil se sňatkem svého syna s protestantskou princeznou, obdrželi manželé jako svá sídla zámky v Hesenu a Schladenu. Když byli Juliovi starší bratři zabiti v bitvě, objevil se údajně vévoda Jindřich V. na hesenském zámku, vstoupil do komnaty své snachy, zvedl jejího novorozeného syna Jindřicha Julia z kolébky a zvolal: Nyní budete muset být mým milovaným synemǃ
V roce 1568 se stal Julius po otcově smrti vládnoucím brunšvicko-wolfenbüttelským knížetem. Ukázal se být schopným vládcem; později se však dostal pod vliv podvodných alchymistů Philippa Sömmeringa a Anny Marie Schombachové, které u svého dvora ve Wolfenbüttelu přijal v roce 1571. Postupně se také vzdaloval od své ženy.
Hedvika byla popisována jako pobožná a skromná žena preferující domácí aktivity. V roce 1598 jí teolog Stephan Praetorius věnoval svou knihu Der Witwen Trost („Útěcha vdovy“).

## Potomci
Z devětadvacet let trvajícího manželství se narodilo jedenáct dětí, z nichž se devět dožilo dospělosti:
- Žofie Hedvika Brunšvicko-Wolfenbüttelská (1561–1631) ⚭ 1577 vévoda Arnošt Ludvík Pomořanský (1545–1592)
- Jindřich Julius Brunšvicko-Lüneburský (1564–1613) ⚭ 1585 Dorotea Saská (1563–1587); ⚭ 1590 Alžběta Dánská (1573–1625)
- Marie Brunšvicko-Lüneburská (1566–1626) ⚭ 1582 vévoda František II. Sasko-Lauenburský (1547–1619)
- Alžběta Brunšvicko-Wolfenbüttelská (1567–1618) ⚭ 1583 hrabě Adolf XI. Holštýnsko-Schauenburský (1547–1601); ⚭ 1604 vévoda Kryštof Brunšvicko-Harburský (1570–1606)
- Filip Zikmund Brunšvicko-Wolfenbüttelský (1568–1623)
- Markéta Brunšvicko-Wolfenbüttelská (1571–1580)
- Jáchym Karel Brunšvicko-Wolfenbüttelský (1573–1615)
- Sabina Kateřina Brunšvicko-Wolfenbüttelská (1574–1590)
- Dorotea Augusta Brunšvicko-Wolfenbüttelská (1577–1625); duchovní dráha
- Julius Augustus Brunšvicko-Wolfenbüttelský (1578–1617); duchovní dráha
- Hedvika Brunšvicko-Wolfenbüttelská (1580–1657)